# MÉCS Családközösségek
A MÉCS Családközösségek (angolul Christian Family Movement /CFM/ Hungary) olyan katolikus lelkiségi mozgalom, amely plébániai alapon szerveződő, szentségi házasságban élő házaspárokból álló csoportok indulását, működését segíti.

## Története
Az ötvenes években Spanyolországtól Észak- és Dél-Amerikáig házaspárok ezrei vettek részt - papjaik támogatásával - családközösségek építésében. Egyre szaporodtak az olyan csoportok, amelyek a Keresztény Munkásifjú Mozgalom alapítója, Josef Cardijn bíboros „Láss – Ítélj – Cselekedj” módszere alapján dolgoztak. Újdonság volt akkoriban, hogy a közösségekben a férj és a feleség mindig együtt vett részt. A nemzetközi koordinációs igény miatt hozták létre azonos néven az egész világon működő családközösségeket összefogó nemzetközi szervezetet 1966-ban Caracasban. Az ICCFM (International Confederation of Christian Family Movements)– amelyhez ma a világ több mint 50 országában családok tízezrei tartoznak – a Vatikáni Szentszék által 1989. június 23-án elismert világi szervezet. Társult tagja az ENSZ Gazdasági és Szociális Tanácsának; az európai CFM az Európai Katolikus Családegyesületek Szövetsége (FAFCE: Fédération des Associations Familiales Catholiques en Europe) tagja.
Magyarországon az első MÉCS házasközösségek a Keresztény Családközösségek Nemzetközi Szervezetének (ICCFM) európai vezető házaspárja, Tony és Lily Gauci kezdeményezésére, Bíró László családreferens püspök támogatásával 1996-ban indultak. A magyar MÉCS Családközösségek 1998 óta az ICCFM teljes jogú tagja. 2012-ben százhúsz MÉCS közösség működik országszerte és a határokon túl.

## Tevékenysége
A MÉCS Családközösségek célja a házasságok, családok katolikus szellemiségű lelki támogatása. A MÉCS Családközösségek havonta egy-két alkalommal, templomi közösségi helyiségben vagy a családoknál találkoznak. Egy csoportot általában hat-nyolc házaspár alkot; a beszélgetéseken lehetőség szerint pap is jelen van. A külön-külön működő MÉCS Családközösségek az év során néhány alkalommal találkoznak egymással (nagyböjti lelkinap, évnyitó és évzáró alkalmak, lelkigyakorlatok). A beszélgetésekben segítséget, iránymutatást adnak a MÉCS beszélgetési módszerei és éves tematikái.
A MÉCS egyrészt szentírási jelkép, másrészt a csoportbeszélgetések felépítéséből adódó betűszó. Josef Cardijn bíboros „Láss – Ítélj – Cselekedj” módszere alapján a beszélgetések három fő részre tagolhatók:
- Megfigyelés – egyéni, személyes tapasztalatok, élmények;
- Értékelés – a felvetődő problémák értékelése a krisztusi tanítás fényében;
- Cselekvés – elhatározások megfogalmazása.

### MÉCS napok
1999 óta a MÉCS Családközösségek házaspárok, fiatalok, fiatal párok, egyéni résztvevők, sőt papok, szerzetesek számára is rendszeresen szerveznek lelkigyakorlatos programokat. A MÉCS Napok Gabriel Calvo atya eredeti programsorozatát (F.I.R.E.S. - Families /család/ – Intercommunication /párbeszéd/ – Relationships /kapcsolat/ – Experiences /élmények/ – Services /szolgálat/) nyújtják a magyar családoknak. A programokon nemcsak a MÉCS Családközösségekhez tartozó családok tagjai vehetnek részt, hanem vallástól, felekezettől függetlenül minden érdeklődő, aki mélyebb önismeretre, emberi kapcsolatai javítására, hitének átgondolására, erősítésére vágyik. 1999 óta több ezren vettek részt MÉCS Napokon.
- MÉCS Napok Házasoknak: Három évnél régebb óta egyházilag érvényes (vagy rendezhető) házasságban élő házaspároknak. Téma: önismeret, bizalom, párbeszéd, kiengesztelődés, házastársi egység, hit.
- MÉCS Napok Haladó házasoknak: Tíz évnél régebb óta egyházilag érvényes (vagy rendezhető) házasságban élő házaspároknak. Téma: önismeret, bizalom, párbeszéd, kiengesztelődés, házastársi egység, hit.
- MÉCS Retorno Házasoknak: A házas MÉCS Napokon részt vett házaspároknak. Téma: találkozás a Szentháromsággal a Szentíráson keresztül.
- MÉCS Napok Fiataloknak: Tizen- és huszonéves fiataloknak. Téma: önismeret, hivatás, értékrend, családi kapcsolatok, szeretet, hit. Cél olyan baráti ifjúsági közösségek létrehozása, ahol a fiatalok megerősödnek katolikus hitükben.
- MÉCS Napok Fiatal pároknak: Együtt járó és jegyespároknak, valamint három éven belül házasodott fiatal házasoknak. Téma: egymás megismerése, felkészülés a házasságra, közös értékek, házas hivatás, hit.
- MÉCS Napok Egyéni résztvevőknek: Egyedülállóknak, házasságban élőknek, elváltaknak, özvegyeknek. Téma: önismeret, emberi kapcsolatok, hivatás a közösségben, hit, Istennel való kapcsolat.
- MÉCS Retorno Egyéni résztvevőknek: Mindazoknak, akik korábban bármelyik MÉCS Napokon részt vettek (kivéve a házaspárokat; őket a MÉCS Retorno Házasoknak c. programra várjuk) Téma: találkozás a Szentháromsággal a Szentíráson keresztül.
- MÉCS Napok az Eucharisztiáról: Minden érdeklődőnek. Téma: találkozás az Oltáriszentségben jelenlévő Krisztussal.
- MÉCS Napok Élettársaknak: Élettársi kapcsolatban élő pároknak, akiknél egyik félnek sem volt korábban templomi esküvője, és nem is terveznek esküvőt. Téma: önismeret, őszinte párkapcsolat, Isten és mi ketten, kapcsolatunk az Egyházzal, templomi esküvő.
- MÉCS Napok Papoknak, szerzeteseknek: Háromnapos program papoknak, szerzeteseknek. Téma: papi, szerzetesi életük átgondolása, megújítása.
- Családi MÉCS Napok: Kétnapos program családoknak tizenéves gyermekekkel. Téma: bizalom, párbeszéd, kiengesztelődés, egység, Istennel való kapcsolat.
- MÉCS Családi beszélgetés: Hatórás program családoknak tizenéves gyermekekkel.